# Бой в Черенец
Боят в Черенец е сражение между българска полиция и жандармерия от една страна и бойци на комунистическата Народоосвободителна въстаническа армия (НОВА).
На 3 август 1944 г. в историческата местност „Черенец“ над село Злогош е устроена засада от Дирекцията на полицията на група от 4 партизани начело с Емил Шекерджийски. Мястото е предварително заето от група полицейски служители и жандармеристи, под маскировката на ловна дружина, с цел физическо ликвидиране най-вече на Шекерджийски, който е изявен деец на комунистическото движение в страната. Загиват всички партизани: Емил Шекерджийски, Стоян Лудев, Стоян Стоименов и Крум Зарев. 
По времето на Народна република България на лобното място на партизаните е изграден мемориален комплекс (1974). Местната структура на БСП в Кюстендил редовно отбелязва тържествено събитието след 10 ноември 1989 г.